# Munna Michael
Pour plus de détails, voir Fiche technique et Distribution.
Munna Michael est un film de danse d'action indien en hindi de 2017 réalisé par Sabbir Khan, écrit par Vimmi Datta et produit par Viki Rajani et Eros International. Le film met en vedette Tiger Shroff dans le rôle principal, aux côtés de Nawazuddin Siddiqui, Niddhi Agerwal, Ronit Roy et Pankaj Tripathi dans des rôles secondaires. Il s'agit de la troisième collaboration de Shroff et Khan après Heropanti et Baaghi.

## Synopsis
Manasva "Michael" Roy est un danseur inspiré de Michael Jackson. Un jour, il est renvoyé de son travail au studio. Sur le chemin du retour, il trouve un nouveau-né sur le bord de la route et l'adopte, nommant l'enfant Manav « Munna » Roy. Munna devient également une danseuse extraordinaire et une fan inconditionnelle de Michael Jackson. Cependant, Michael insiste pour que Munna trouve un vrai travail. Munna visite secrètement des clubs de danse avec ses amis et défie leurs danseurs pour gagner de l'argent. Michael tombe malade et est admis à l'hôpital. Lorsque Munna va le voir, il demande une fois de plus à son fils d'abandonner la danse. Pendant ce temps, les clubs de danse de Mumbai ont mis Munna et ses amis sur liste noire, alors il décide de tenter sa chance à Delhi.
Dans un club de Delhi, Munna se heurte à Balli et bat ses amis. Balli est le frère du gangster Mahender Fauji. Lorsque Mahender apprend le combat de son frère, il demande à un inspecteur de police de capturer Munna. Mahender regarde des images de vidéosurveillance de Munna dansant dans la salle d'attente juste avant le combat avec Balli. Impressionné, il demande à Munna de lui apprendre à danser. Au cours de leurs cours, Munna et Mahender deviennent des amis proches. Un jour, des gangsters attaquent Mahender et Munna lui sauve la vie. Mahender amène ensuite Munna à Delhi et déclare qu'il est comme son frère. Mahender dit à Munna qu'il veut devenir un bon danseur pour impressionner son béguin, Deepika "Dolly" Sharma, qui est danseuse dans un club.
Mahender offre un cadeau à Dolly par l'intermédiaire de Munna sous le couvert d'un coursier. Dolly et Munna deviennent de bonnes amies après quelques rencontres supplémentaires. Dolly lui confie qu'elle rêve de devenir une danseuse renommée et veut gagner le prochain concours Dancing Star à Mumbai. Munna donne à Dolly une lettre de nomination pour le rôle de danseuse principale à l'hôtel Blue Star à Meerut, qui appartient à Mahender, et elle accepte. Mahender rencontre Dolly et lui offre une voiture et un appartement en guise de geste amical. Dolly trouve Balli caché dans l'appartement, qui ment méchamment en disant que Mahender ne la garderait que comme esclave sexuelle. Elle s'enfuit. Lorsque Mahender apprend ce qui s'est passé, il tente de tuer Balli dans un accès de rage, mais son ami et Munna l'en empêchent. Au cours de cet incident, Munna découvre que Mahender est marié, mais c'était contre sa volonté. Après avoir perdu Dolly, Mahender devient déprimé. Munna promet de la récupérer.
Munna revient à Mumbai et retrouve par hasard Dolly, qui est là pour participer à Dancing Star. Dolly dit à Munna qu'elle veut gagner l'émission pour pouvoir affronter son père, car elle s'est enfuie de chez elle pour poursuivre sa carrière de danseuse. Munna change d'avis et décide de l'aider. Munna demande à ses amis d'aider Dolly en devenant membre de son groupe de danse. Munna avait menti à Dolly en lui disant qu'il ne pouvait pas danser jusqu'à ce qu'elle le trouve un jour en train de danser et d'entraîner son groupe de danse. Après que Munna lui ait dit la vérité, Dolly lui demande d'être son partenaire pour la compétition.
Pendant ce temps, Mahender vient à Mumbai à la recherche de Dolly. En raison de la trahison de Munna, il kidnappe Michael et donne à Munna 24 heures pour lui amener Dolly, sinon son père sera tué. Dolly et Munna se rendent à Delhi, où Dolly dit à Mahender qu'elle aime Munna. Munna, Michael et Dolly partent pour Mumbai. Là, Balli essaie de les battre, mais Munna le bat ainsi que ses hommes. Pendant le combat, Balli tire sur Munna dans la jambe. Munna monte toujours sur scène et se produit avec Dolly, et ils gagnent. Michael accepte finalement la passion de son fils, tandis que Mahender accepte bientôt l'amour de Munna et Dolly et fait amende honorable auprès de Munna.

## Fiche technique
- Titre original : Munna Michael
- Langues : Hindi
- Réalisateur : Sabbir Khan
- Pays d'original :  Inde
- Dureé : 139 min
- Dates de sortie :

 Inde : 21 juillet 2017
 France : 31 décembre 2017
- Genre : Musique

## Distribution
- Tiger Shroff : Manav Roy alias Munna Michael
  - Siddharth Nigam : jeune Manav
- Nawazuddin Siddiqui : Mahender Fauji [2]
- Nidhhi Agerwal : Deepika "Dolly" Sharma [2]
- Ronit Roy : Manasva « Michael » Roy, le père et gardien de Munna
- Pankaj Tripathi : Balli
- Sudesh Lehri : inspecteur Shinde
- Samir Kochhar : Ramesh
- Gulzar Dastur : Billo Aunty
- Farah Khan : juge de Dancing Star (apparition en caméo)
- Shaan : juge de Dancing Star (apparition en caméo)
- Chitrangada Singh : juge de Dancing Star (apparition en caméo)
- Pallavi Kulkarni (apparition en caméo)

## Libérer

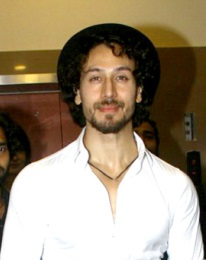
Tiger Shroff à la projection de Munna Michael

Le film a reçu un certificat U/A du CBFC et est sorti le 21 juillet 2017 dans le monde entier.

## Réception

### Réception critique
Munna Michael a reçu des critiques mitigées, voire négatives, de la part des critiques.
Meena Lyer du Times of India a écrit : « Les fans de Tiger vont s'en donner à cœur joie avec son breakdance. »  Rohit Vats du Hindustan Times a écrit : « Tout le monde, y compris Tiger Shroff et Nawazuddin Siddiqui, est désynchronisé dans ce film. » 
Shalini Langer de The Indian Express a écrit : « Ce film avec Tiger Shroff, Nidhhi Agerwal et Nawazuddin Siddiqui est un film d'action-danse à part entière qui n'a rien de génial. »  Subhani Singh de India Today a écrit : « À part quelques séquences de danse, il n'y a pas grand-chose de mémorable dans ce film. » 
Udita Jhunjhunwala de Firstpost a écrit : « Munna Michael a été écrit en gardant à l'esprit les meilleurs talents de Tiger Shroff : la danse et l'action. Mettez suffisamment de ces deux éléments et qui se soucie de la logique, de l'histoire, du jeu d'acteur ou de l'originalité. »  Saibal Chaterjee de NDTV a écrit : « Comme il est évident, le film de Tiger Shroff n'a rien d'original ou de nouveau à offrir. » 
Kriti Tulsiani de News18 a écrit : « Munna Michael ressemble à une version exagérée d'un film des années 80 qui ne s'appuie que sur des mouvements de danse et des séquences d'action. »  Kennith Rosario de The Hindu a écrit : « Un cliché de soutien pour les abdominaux, les combats et les talents de danseur de Tiger Shroff. » 
Sukanya Verma de Rediff a qualifié le film de « une opportunité gâchée au mieux ». Zee News a écrit : « Ce film commence avec une promesse et retient votre intérêt jusqu'à l'entracte. Après cela, le récit se transforme en un film masala de Bollywood cliché qui ne parvient pas à impressionner. » 
Mohar Basu de Mid-Day a écrit : « Il devrait y avoir un genre de films appelés « fans-pleasers », s'il n'y en a pas déjà un. Munna Michael est précisément cela par conception - un film de danse-action qui doit garder son objectif fermement sur la mise en valeur des prouesses de danse de son acteur principal, Tiger Shroff. »  Bollywood Hungama a écrit : « Munna Michael a ses moments mais a des difficultés en raison d'une écriture faible. Cependant, les fans de Tiger Shroff seraient très heureux car l'acteur fait vibrer le spectacle avec sa danse et son action. » 
Anupama Chopra de Film Companion a déclaré que le film était « l'étoffe d'une pure comédie ». Davesh Sharma de Filmfare a écrit : « Ce qui manque à ce film, c'est la confiance en soi et une bonne musique. Si le but du film était de rendre hommage à Michael Jackson, alors les chansons originales de MJ auraient dû être utilisées ». Shilpa Jamkhandikar de Reuters a écrit : « L'histoire est simple et n'est qu'un moyen pour Shroff d'afficher ses abdos en planche à laver et ses grandes capacités de danseur ».